# Paraturbanella teissieri
Paraturbanella teissieri is een buikharige uit de familie Turbanellidae. Het dier komt uit het geslacht Paraturbanella. Paraturbanella teissieri werd in 1954 voor het eerst wetenschappelijk beschreven door Swedmark. 